# William Legge, II conte di Dartmouth
William Legge, II conte di Dartmouth (20 giugno 1731 – 15 luglio 1801), è stato un nobile e politico inglese.

## Biografia
Era il figlio di George Legge, visconte Lewisham, figlio di William Legge, I conte di Dartmouth, e di sua moglie, Elizabeth Kaye, figlia di Sir Arthur Kaye, III baronetto. Studiò al Trinity College. Nel 1750 succedette a suo nonno nella titolarità della contea.

## Carriera politica
Nel 1764, su suggerimento di Thomas Haweis, raccomandò John Newton, l'ex mercante di schiavi, al vescovo di Chester.
Finanziò in gran parte la creazione di Dartmouth College, fondato nel 1769 per educare i figli dei coloni e nativi americani nel New Hampshire. A Londra, ricoprì la carica di vicepresidente dell'Ospedale degli Innocenti (1775-1801).

## Matrimonio
Sposò, l'11 gennaio 1755, Frances Catherine Nicoll (?-24 luglio 1805), figlia di Sir Charles Gounter Nicoll e di Elizabeth Blundell. Ebbero sei figli:
- George Legge, III conte di Dartmouth (3 ottobre 1755-10 novembre 1810);
- Sir Arthur Kaye (1756-21 maggio 1835);
- reverendo Edward (1756-27 gennaio 1827);
- Lady Charlotte (?-5 novembre 1848), sposò Charles Duncombe, I barone Feversham, ebbero otto figli;
- Sir Henry (23 gennaio 1765-19 aprile 1844);
- Sir Augustus George (21 agosto 1773-1828), sposò Honora Bagot, ebbero sei figli.

## Morte
Morì il 15 luglio 1801, all'età di 70 anni. 

## Ascendenza
|                                      |                         |                                     | Genitori                             |  |  | Nonni |  |  | Bisnonni                         |  |  | Trisnonni     |  |
|                                      |                         |                                     |                                      |  |  |       |  |  | George Legge, I barone Dartmouth |  |  | William Legge |  |
|                                      |                         |                                     |                                      |  |  |       |  |  | George Legge, I barone Dartmouth |  |  | William Legge |  |
|                                      |                         | Elizabeth Washington                |                                      |  |  |       |  |  | George Legge, I barone Dartmouth |  |  |               |  |
| William Legge, I conte di Dartmouth  |                         |                                     |                                      |  |  |       |  |  | George Legge, I barone Dartmouth |  |  |               |  |
|                                      |                         | Barbara Archibald                   | Henry Archibald                      |  |  |       |  |  |                                  |  |  |               |  |
|                                      |                         | Barbara Archibald                   | Henry Archibald                      |  |  |       |  |  |                                  |  |  |               |  |
|                                      |                         | Barbara Archibald                   | Mary                                 |  |  |       |  |  |                                  |  |  |               |  |
| George Legge, visconte Lewisham      |                         | Barbara Archibald                   |                                      |  |  |       |  |  |                                  |  |  |               |  |
|                                      |                         | Heneage Finch, I conte di Aylesford | Heneage Finch, I conte di Nottingham |  |  |       |  |  |                                  |  |  |               |  |
|                                      |                         | Heneage Finch, I conte di Aylesford | Heneage Finch, I conte di Nottingham |  |  |       |  |  |                                  |  |  |               |  |
|                                      |                         | Heneage Finch, I conte di Aylesford | Elizabeth Harvey                     |  |  |       |  |  |                                  |  |  |               |  |
| Anne Finch                           |                         | Heneage Finch, I conte di Aylesford |                                      |  |  |       |  |  |                                  |  |  |               |  |
|                                      |                         | Elizabeth Banks                     | John Banks, I baronetto              |  |  |       |  |  |                                  |  |  |               |  |
|                                      |                         | Elizabeth Banks                     | John Banks, I baronetto              |  |  |       |  |  |                                  |  |  |               |  |
|                                      |                         | Elizabeth Banks                     | Elizabeth Dethick                    |  |  |       |  |  |                                  |  |  |               |  |
| William Legge, II conte di Dartmouth |                         | Elizabeth Banks                     |                                      |  |  |       |  |  |                                  |  |  |               |  |
|                                      | John Kaye, II baronetto | John Kaye, I baronetto              |                                      |  |  |       |  |  |                                  |  |  |               |  |
|                                      | John Kaye, II baronetto | John Kaye, I baronetto              |                                      |  |  |       |  |  |                                  |  |  |               |  |
|                                      | John Kaye, II baronetto | Margaret Moseley                    |                                      |  |  |       |  |  |                                  |  |  |               |  |
| Arthur Kaye, III baronetto           | John Kaye, II baronetto |                                     |                                      |  |  |       |  |  |                                  |  |  |               |  |
|                                      |                         | Ann Lister                          | William Lister                       |  |  |       |  |  |                                  |  |  |               |  |
|                                      |                         | Ann Lister                          | William Lister                       |  |  |       |  |  |                                  |  |  |               |  |
|                                      |                         | Ann Lister                          | Catherine Hawksworth                 |  |  |       |  |  |                                  |  |  |               |  |
| Elizabeth Kaye                       |                         | Ann Lister                          |                                      |  |  |       |  |  |                                  |  |  |               |  |
|                                      |                         | Samuell Marowe, I baronetto         | Edward Marow                         |  |  |       |  |  |                                  |  |  |               |  |
|                                      |                         | Samuell Marowe, I baronetto         | Edward Marow                         |  |  |       |  |  |                                  |  |  |               |  |
|                                      |                         | Samuell Marowe, I baronetto         | Anne Grantham                        |  |  |       |  |  |                                  |  |  |               |  |
| Anne Marowe                          |                         | Samuell Marowe, I baronetto         |                                      |  |  |       |  |  |                                  |  |  |               |  |
|                                      |                         | Mary Caley                          | Arthur Caley                         |  |  |       |  |  |                                  |  |  |               |  |
|                                      |                         | Mary Caley                          | Arthur Caley                         |  |  |       |  |  |                                  |  |  |               |  |
|                                      |                         | Mary Caley                          | Hesther Simonds                      |  |  |       |  |  |                                  |  |  |               |  |
|                                      |                         | Mary Caley                          |                                      |  |  |       |  |  |                                  |  |  |               |  |